# Eselshöhe (Spessart)

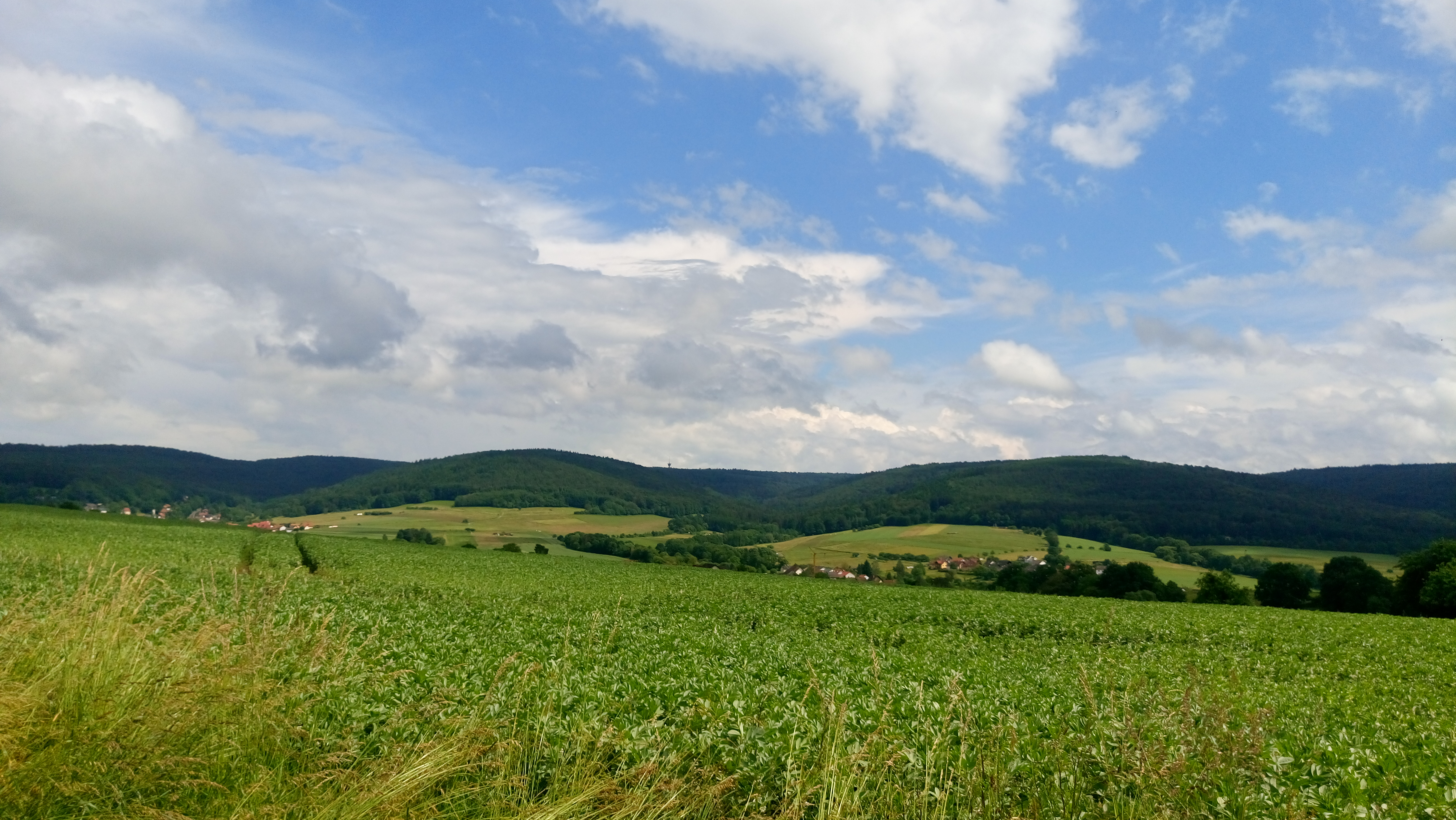
Nördliche Eselshöhe (Berge im Hintergrund) vom oberen Kahlgrund aus gesehen

Die Eselshöhe ist ein bewaldeter Höhenzug im Zentrum des Spessarts im Landkreis Aschaffenburg in Bayern. Sie reicht von den Hängen westlich von Wiesen bis nördlich von Wintersbach. Die höchste Erhebung ist die Schindershöh mit 522 m ü. NHN nördlich von Heinrichsthal, dort befindet sich ein Fernmeldeturm.

## Name
Der Name Eselshöhe stammt aus einer Zeit, in der im Mittelalter Salz von Eselskarawanen auf dem Eselsweg über den Bergrücken gebracht wurde. In einigen Gebieten des Bergrückens ist der Name Eselshöhe völlig verloren gegangen. Im nördlichen Teil wird fälschlicherweise der Name Engländer verwendet. 

## Geographie
Die Eselshöhe erstreckt sich in Nord-Süd-Richtung auf dem Spessarthauptkamm. Als nördlichster Punkt kann die Staatsstraße 2305 (Spessart-Höhenstraße) beim Ort Wiesen gesehen werden. Der Bergrücken zieht sich entlang der Orte Heinrichsthal, Jakobsthal, Heigenbrücken, Rothenbuch, Weibersbrunn, Mespelbrunn, Heimbuchenthal nach Wintersbach, wo er vom Tal des Dammbaches begrenzt wird.

### Gipfel am Hauptkamm
Die Gipfel am Hauptkamm sind (nach Höhe sortiert):
| - Schindershöh (522 m) - Spindelberg (520 m) - Ruhberg (517 m) - Kreuzberg (507 m) - Steigkoppe (502 m) - Hochkopf (495 m) - Kufenberg (485 m) - Seeberg (485 m) - Steinberg (483 m) | - Weißensteiner Höhe (482 m) - Zeugplatte (478 m) - Hirschkopf (475 m) - Eichhöhe (472 m) - Bösbornkopf (471 m) - Miesberg (470 m) - Schwarzkopf (460 m) - Efflingsberg (447 m) - Hetzberg (434 m) - Falkenberg (444 m) |